# DuPont
Americká společnost E. I. du Pont de Nemours and Company, známější jako DuPont (DDPRA, DDPRB, DD) je jedním z největších světových koncernů v oblasti chemické výroby, zejména výroby a zpracování polymerů. V roce 2017 fúzovala s firmou Dow Chemical do nové společnosti DowDuPont a od června 2019 nese jméno DuPont de Nemours. DuPont stojí za taklonovými štětci.
Firmu založil 19. července 1802 Éleuthère Irénée du Pont (narozen v Paříži) jako malou továrnu zabývající se výrobou střelného prachu a od roku 1902 trhavin jako dynamit a střelivin jako bezdýmný střelný prach. V současnosti tvoří širokou paletu produktů firmy potraviny, elektronika, barvy, plasty a mnoho dalších. Světovou proslulost získaly firmě patenty na materiály jako Nylon, Teflon, Lycra nebo Kevlar. Dalšími značkami jsou Corian, Nomex a Tyvek.
Centrála firmy DuPont sídlí ve Wilmingtonu ve státě Delaware. Skupina měla v roce 2015 roční obrat 25,13 miliardy dolarů a celosvětově zaměstnávala přibližně 52 000 pracovníků.

## Kontroverze

### Tennantův případ
Právníka Roberta Bilotta oslovil farmář Wilbur Tennant z provinčního města Parkersburg ze Západní Virginie, protože mu umíraly krávy. Věřil, že je za to odpovědná společnost DuPont a její aktivita na pozemcích u Parkersburgu. Tennant se snažil získat nejdříve lokální pomoc, ale tvrdil, že DuPont ovládá celé město. Odmítli ho nejen právníci z Parkersburgu, ale i místní politické vedení, novináři, doktoři a veterináři. 
Farmář měl vztek a mluvil silným apalašským akcentem a Bilott by mu pravděpodobně zavěsil, kdyby nezmínil jméno Bilottovy babičky, Almy Holland White, kterou Bilott jako dítě v Parkersburgu během léta často navštěvoval. White se znala s Tennantovými a když Wilbur Tennant hledal v roce 1998 právní pomoc, vzpomněl si na jejího vnuka, který se specializoval na environmentální právo. Problém byl, že Bilott nebyl tím „správným“ právníkem, protože zastupoval pouze velké chemické korporace a nikoli jednotlivce.
Přesto souhlasil, že se s Tennantem setká. Asi po týdnu od jejich prvního telefonátu se Tennant se svou ženou objevili u Bilotta v Cincinnati. Přinesli s sebou krabice plné videokazet, fotografií a dokumentů. Tennant Bilottovi popsal jak měli v rodině malou farmu, která se postupně rozrostla na 600 akrů pozemků a 200 kusů krav. Pozemky by byly ještě větší, kdyby jeho bratr Jim a jeho žena Della, neprodali na začátku 80. let 66 akrů společnosti DuPont. Ta je chtěla užívat jako skládku odpadu z výroby, která se nacházela blízko Parkersburgu s názvem Washinghton Works, kde byl Jim zaměstnán jako dělník. DuPont pozemky přejmenoval na skládku Dry Run, podle blízkého potoka. 
Stejný potok vedl na pastviny, kde se pásl Tennantův dobytek. Tennant řekl, že se krávy nedlouho po prodeji pozemků, začaly chovat vyšinutě. Původně poddajná zvířata začala vyrážet proti farmářovi, jen co ho uviděla. Tennant vše dokumentoval na videokazety, ovšem v kvalitě, která připomínala amatérský hororový film. Na videu byl zaznamenán potok plný bílé substance, připomínající hromady mýdlové pěny a také zdravotní příznaky u postiženého dobytka jako byly nádory, zčernalé zuby nebo deformace kopyt u telat. Farmář v komentáři řekl, že už ztratil 153 kusů krav a žádný veterinář v Parkersburgu mu nebere telefon. 
Bilott se rozhodl, že Tennantův případ vezme, čímž dostal svého partnera ve firmě do složité situace. Firma se specializovala na obhajoby chemický společností nikoli na podávání žalob proti nim. Bilott vyhledal na pomoc v Tennantově případě právníka ze Západní Virginie, Larryho Wintera, který nemohl uvěřit, že právník společnosti Taft, známé pro zastupování chemických společností, vede žalobu proti chemickému gigantu jako je DuPont.
Bilott podal federální žalobu proti společnosti DuPont v létě 1999. Právník společnosti DuPont, Bernard Reilly na to reagoval odpovědí, že společně s EPA zadají studii stavu pozemku, kterou provedou tři veterináři vybraní DuPontem a další tři, které vybere EPA. Tato studie nezjistila žádnou spojitost se zdravím dobytka. Naopak jejich vysvětlením zdravotních problémů a tělesných deformací u krav byla špatná výživa a neadekvátní veterinární péče. Jinými slovy, za všechny problémy dobytka mohli pouze Tennantovi. Ti byli tímto vyjádřením pobouřeni. Navíc celá rodina ještě upadla v nemilost před celým městem, jehož hlavním zaměstnavatelem byla firma DuPont, a proto se místním nelíbilo, že proti ní Tennant podává žalobu. Tennantovi museli dokonce čtyřikrát změnit svůj kostel.
Bilott mezitím studoval dokumentace, smlouvy a povolení DuPontu ke skládce Dry Run, ale nemohl najít žádný důkaz, který by vysvětloval co děje Tennantovu dobytku. Poté narazil na dopis, který společnost DuPont zaslala EPA s kryptickým názvem „PFOA“. Přestože Bilott roky pracoval pro chemické společnosti, o tomto názvu nikdy neslyšel a neobjevil nic ani na seznamu regulovaných látek. Expert na chemii, kterého přizval k případu ho odkázal na článek o podobně znějící sloučenině PFOS. Mýdlu podobnou látku používal technologický konglomerát 3M při výrobě svého produktu Scotchgard. Bilott zjistil, že PFOA je zkratka pro kyselinu perfluoroktanovou. 
Ovšem když vyzval DuPont o dodání podrobností, společnost ho odmítla. Až po podání soudního příkazu, proti kterému DuPont protestoval, mu soud udělil povolení dokumentaci získat. Bilottovi tak do kanceláře přišel tucet krabic plných neorganizovaných dokumentů se záznamy interní komunikace, lékařských a zdravotních zpráv, a vnitřních studiích od vědců z DuPontu. Dohromady to bylo 110 000 stran, z niž některé byly staré skoro půl století. Bilott strávil několik následných měsíců na zemi své kanceláře, kdy třídil dokumenty do chronologického pořadí. Jak sám řekl, začal postupně vidět příběh a bylo mu jasné, že společnost dlouho věděla, že je něco špatně. Bilott byl naprosto šokován množstvím inkriminujících dokumentů, které mu společnost poslala a stejně tak šokující byl i jejich obsah.

### PFOA
Příběh se začal psát roku 1951, když DuPont zakoupil sloučeninu PFOA od společnosti 3M pro výrobu teflonu. 3M vyrobila PFOA pár let předtím jako rozpouštědlo proti vytváření hrudek v teflonu při jeho výrobě. Ačkoli PFOA nebyla klasifikována vládou jako nebezpečná látka, 3M poslalo DuPontu doporučení jak se zbavovat odpadu při používání této substance. Měl být buď spálen nebo poslán do úložiště nebezpečného odpadu. DuPont měl i vlastní instrukce, které udávaly, že by se tato látka neměla dostat do povrchových nebo odpadních vod. Ovšem během desítek dalších let, DuPont vypouštěl desetitisíce kilogramů prášku PFOA z výroby v Parkersburgu do řeky Ohio. Společnost vyhodila 7100 tun kalu s příměsí PFOA do kalových nádrží – otevřených a nezpevněných jam na pozemcích Washington Works, odkud chemikálie mohla prosakovat do podzemních vod a kontaminovat tím pitnou vodu obyvatel Parkersburgu, Vienny, Little Hockingu a Lubecku, tedy více než 100 000 lidí. 
3M a DuPont také více než čtyři dekády na PFOA zadávali tajné lékařské studie. V roce 1961 výzkumníci DuPontu zjistili, že chemikálie může za zvětšení jater u králíků a potkanů. O rok později našli stejné zjištění při výzkumu na psech. Dále zjistili, že je tato chemikálie výjimečně odolná vůči rozkladu a také se váže k proteinům krevní plasmy. V 70. letech DuPont zjistil, že vysoké koncentrace PFOA obsahuje krev dělníků ve Washington Works, což v té době zatajili před EPA. 
V roce 1981 společnost 3M, která stále dodávala PFOA DuPontu a dalším korporacím zjistila, že použití této látky způsobuje porodní defekty u potkanů. Společnost o tom informovala DuPont, který nechal otestovat děti těhotných zaměstnankyň v jejich divizi na výrobu teflonu. Ze sedmi narozených dětí, měly dvě oční defekty. DuPont, tuto informaci nezveřejnil. V roce 1984 si DuPont začal uvědomovat, že prach vycházející z komínů z výroby se usazuje daleko za jejich pozemky a PFOA je stále více detekovatelnější v místní vodě. Ani toto zjištění DuPont nezveřejnil. V roce 1991 vědci z DuPontu označili za vnitřní bezpečnostní limit koncentrace PFOA v pitné vodě na jednu částici na miliardu částic vody. Ve stejném roce DuPont zjistil, že voda v lokální oblasti obsahuje třikrát vyšší hodnoty, než bylo doporučeno. Tuto informaci i přes vnitřní debatu, opět nezveřejnil.
Bilott zjistil, že na konci 90. let DuPont věděl, že PFOA způsobuje u laboratorních zvířat rakovinové nádory varlat, slinivky a jater. Jedna laboratorní studie přišla i s možným poškozením DNA. Proto DuPont urychlil vývoj alternativy, která by mohla PFOA nahradit. Memo z roku 1993 oznamuje, že „poprvé nalezli vhodný prvek“, který se zdá být méně toxický a zůstává v těle výrazně kratší dobu. Uvnitř vedení DuPontu proběhla diskuze o přechodu na novou látku, ale rozhodnutí bylo zamítavé, protože by to byl příliš velký risk. Produkty vyráběné s PFOA byly důležité pro obchod s ročním výnosem 1 miliardy dolarů.
Ovšem kritickým odkalením pro Tennantův případ bylo toto: V 80. letech, když DuPont začal mít obavy ohledně zdravotních efektů odpadu s PFOA, se rozhodlo, že potřeba najít nové místo, kam se bude svážet toxický kal. Proto DuPont zakoupil 66 akrů od dělníka z Washington Works – bratra Wilbura Tennanta. V roce 1990 DuPont uložil 7100 tun kalu s PFOA na skládku Dry Run. Vědcům z DuPontu došlo, že skládka prosákla i na pozemek Wilbura Tennata a otestovali vodu v potoce Dry Creek. Obsahovala extrémně vysoké hodnoty koncentrace PFOA. DuPont ale Tennantovým nic neřekl a stejně tak tyto informace nezohlednil ani o dekádu později, kdy nechal vypracovat zprávu, která označuje za důvod úmrtí dobytka může špatné zacházení farmáře. Bilott měl vše co potřeboval. V srpnu roku 2000 se DuPont s Tennantovými vyrovnal. Celá kauza by mohla by zde mohla skončit, ale Bilott nebyl spokojen. DuPont se po dlouhé dekády snažil zakrýt své pochybení. Vedení společnosti vědělo o škodlivých účincích, které pronikaly do vody.

### „Robův slavný dopis“
Bilott strávil následující měsíce přípravou právního případu proti DuPontu. Byl dlouhý 972 stran a zahrnoval 136 přiložených důkazů. Bilott požadoval aby bylo ihned zahájeno jednání k regulaci PFOA a byla poskytnuta čistá voda všem, kteří žijí v blízkosti výroby. Dne 6. března 2001 Bilott zaslal dopis vedení všech autoritních orgánů včetně vedoucí EPA a generálnímu prokurátorovi USA, Johnu Ashcroftovi. DuPont reagoval rychle s požadavkem, aby případ nemohl být projednáván veřejně, čímž by Bilottovi znemožnil poskytnout informace o případu vládě. Federální soud to zamítl a Bilott poslal celý případ EPA.
S tímto případem Bilott překonal případ Tennantových, nyní už zastupoval veřejnost. Nebyl jen hrozbou pro DuPont, ale i pro celé odvětví polymerového průmyslu, které stojí za obrovským množstvím plastů běžně se používajících v domácnostech, v kabelech, ve zdravotních pomůckách nebo v součástkách aut či letadel. PFOA byla jednou ze 60 000 chemických látek, které společnosti produkují a vypouští do světa bez regulačního dohledu. O čtyři roky později se DuPont vyrovnal s EPA, která ho obvinila ze zastírání vědomostí o toxicitě PFOA a z porušení předpisů o kontrole toxických substancí, částkou 16 500 000 dolarů. V té době to byl největší finanční postih od veřejného orgánu, ovšem pro DuPont částka znamenala přijít o pouhá 2% ročního zisku. Poté už Bilott nikdy nereprezentoval korporátní klienty.

### Skupinová žaloba
Dalším jasný krokem bylo podání skupinové žaloby proti DuPontu, za každého jehož voda byla kontaminována PFOA. Dávalo smysl, že Bilott je ideální kandidát aby tak učinil. Znal perfektně historii DuPontu i ty kdo pro něj pracují a efekty působení PFOA na zdraví. Jediná část co nedávala smysl byla jeho firma, ve které nikdo nikdy nepodal skupinovou žalobu. Právník DuPontu, Bernard Rilley, dokonce zavolal do firmy a žádal o Bilottovo stažení z případu, ale další partneři se Bilotta zastali. Brzy se objevil hlavní žalující. Joseph Kiger, učitel večerní školy v Parkersburgu, zavolal Bilottovi kvůli zvláštní poznámce, kterou před devíti měsíci obdržel s účtem za vodu. Poznámka oznamovala zjištění látky PFOA v malé koncentraci v pitné vodě, ale s ujištěním, že se nejedná o zdravotní riziko. Kigerovi se to zdálo zvláštní, ale nebýt jeho ženy Darlene, tak by na poznámku zapomněl. Ovšem Darleenin první manžel pracoval jako chemik v laboratoři DuPontu.
Podle Darleen mohli mít cokoliv. DuPont platil za vzdělání, zajistil výhodnou hypotéku a dával velkorysé výplaty. Dokonce si manžel mohl nosit vzorky PFOA domů, které užívali jako zázračný prášek na mytí auta. Občas, ale její manžel chodil domů nemocný – měl horečku, průjem, zvracel – poté co pracoval u nádrží s PFOA. Ve Washington Works to bývalo běžné. Podle Darleen tomu místní dělníci začali říkat „teflonová chřipka“. V roce 1976 manžel Darleen sdělil, že si už nesmí nosit pracovní oblečení domů. DuPont zjistil, že PFOA způsobuje zdravotní problémy u žen a defekty u novorozenců. O šest let později, když bylo Darleen 36 let, musela podstoupit akutní hysterektomii a další operaci za dalších osm let. Když dorazil účet za vodu se zvláštní poznámkou, přemýšlela co má DuPont společného s jejich pitnou vodou. Joseph obvolal úřady v Parkersburgu, vodárnu, místní zdravotní úřad, konce i DuPont, dokud mu odborník z lokální pobočky EPA konečně nedal odpověď. Na otázku, co je ona podivná látka ve vodě, obdržel informaci o Tennantově případu a odkud se dozvěděl o Robertu Bilottovi.
Bilott očekávat žalobu podanou jednou nebo dvěma lokálními správami vod, které jsou blízko Washington Works. Ale testy odhalily, že dalších šest oblastí a k tomu tucty soukromých studní, je kontaminovaných PFOA v hodnotách vyšších než jsou interní standarty DuPontu. V Little Hocking, voda testovaná pozitivně na PFOA obsahovala hodnoty 7× vyšší než je limit. Znamenalo to, že 70 000 lidí pije otrávenou vodu, někteří z nich už desítky let.
Bilotta ovšem trápil právní problém. PFOA nebyla regulovaná látka. Nebyla na žádném federálním nebo státním seznamu nebezpečných látek. Jak tedy dokázat, že je PFOA nebezpečná látka, když jí vláda nerozlišuje jako nijak nebezpečnější než vodu. V roce 2001 nebylo možné ani dokázat, že PFOA v pitné vodě způsobuje zdravotní problémy. Nejlepším měřítkem, se kterým mohl Bilott porovnat nebezpečnost látky, byly vlastní bezpečnostní limity DuPontu. 
Ovšem když DuPont zjistil, že Bilott připravuje žalobu, oznámil, že nechá přehodnotit všechna čísla. Od případu Wilbura Tennanta DuPont vytvořil svůj vlastní tým z vědců z odboru životního prostředí Západní Virginie. Jejích doporučení bylo 150 částic na miliardu částic vody. Proti původnímu doporučení – 1 částice na miliardu částic vody, to bylo obrovské číslo. Toxikologové, které najal Bilott, uvedli bezpečný limit na 0,2 částic na miliardu částic vody. Ovšem nové standarty zavedla samotná Západní Virginie. Během dvou let byli právníci, kteří pravidelně pracovali pro DuPont, najati do vedoucích pozicí v odboru ochrany životního prostředí. Stejní právníci, kteří byli pověřeni vytvářením bezpečnostních limitů v DuPontu, se stali regulátory veřejných limitů.

### Zdravotní monitoring
Bilott přišel s novou strategií. Rok předtím Západní Virginie schválila právo na spáchané bezpráví. Nárok na zdravotní monitorování u těch, kteří byli vystaveni toxinům, aby mohli být odškodněni i ti, u kterých se příznaky objeví později. Bilott podal skupinovou žalobu v srpnu 2001 ke státnímu soudu. Mezitím EPA, vycházející z Bilottových zjištění, začala vlastní vyšetřování toxicity PFOA. Agentura zjistila, že PFOA může působit zdravotní potíže u lidí a nejen těm, kteří přišli do styku s kontaminovanou vodou, ale celé veřejnosti – komukoliv kdo například používá teflonovou pánev. EPA byla obzvláště šokována zjištěním přítomnosti PFOA v amerických krevních bankách, což DuPont a 3M věděli už od roku 1976. 
V roce 2000 3M zastavilo výrobu PFOA. DuPont si místo nalezení alternativy založil novou továrnu ve Faytteville pro svou vlastní výrobu. Zdálo se že Bilottova strategie funguje. V září 2004 se DuPont rozhodl přistoupit na vyrovnání ve skupinové žalobě. Souhlasil s instalováním filtračních zařízení ve všech šesti postižených vodohospodářských oblastech a vyplacení 70 milionů dolarů na vědecký výzkum, který by určil zda opravdu existuje spojitost s PFOA se zdravotními problémy obyvatel. Pokud by tato spojitost existovala, DuPont by zavedl stálý zdravotní monitoring. Dokud nepřijdou výsledky vědecké studie, nesměly být vedeny jednotlivé žaloby proti DuPontu. Dalo by se očekávat, že to tak skončí ke vší spokojenosti. DuPont měl vyčistit vodu a Bilottova firma přišla k zisku za tři roky investic do jediného případu. 
Bilott měl všechny důvody proč to nechat být, což ale neudělal. V datech byla veliká mezera, protože firma ve svých zdravotních studiích testovala pouze své zaměstnance. DuPont mohl použít argument, pokud PFOA způsobuje zdravotní problémy, že se týká pouze pracovníků ve výrobě, kteří byli vystaveni vyšším koncentracím chemikálií, zatímco Bilott zastupoval 70 000 lidí, kteří měli toxickou látku v pitné vodě desítky let. Lidé si kladli otázky: „Co když mám PFOA v krvi? Je to nebezpečné? Co mi to může způsobit?“. Bilott a jeho tým si uvědomili, že na ně mohou odpovědět. Legální tým protlačil, aby bylo odebírání vzorků proplacené, takže během pár měsíců, si nechalo skoro 70 000 lidí odebrat krev za šek na 400 dolarů. Tým epidemiologů, byl zaplaven lékařskými daty a DuPont nemohl dělat nic, aby to zastavil, protože při vyrovnání slíbil, že zaplatí všechny výdaje na výzkum. Vše se mělo znovu projednat, až poté co budou výsledky, ale ty nedorazily ani po šesti letech. Po celou dobu Bilott a jeho firma platily výlohy a čelili problémům se získáváním nových klientů. Bilott byl v nepříjemné situaci. Čím déle výzkum trval, tím byl finančně nákladnější. Právní firma Taft musela platit konzultanty, kteří jim interpretovali zjištění výzkumu. Mezitím Bilott jezdil na meetingy EPA, kde se diskutovalo o doporučeních ohledně PFOA. 
Také se mu ozývali klienti, kteří obdrželi diagnózu, že mají rakovinu, nebo že na ní zemřel jejich příbuzný. Na rakovinu zemřel i Wilbur Tennant a jeho žena. Pro Bilotta bylo čekání na výsledky o to víc stresující. Dokonce až do té míry, že se to začalo podepisovat na jeho zdraví. V prosinci 2011, po sedmi letech od zahájení výzkumu, konečně přišly první výsledky. Byla objevená pravděpodobná spojitost s rakovinou ledvin a varlat, problémy se štítnou žlázou, vysokým cholesterolem, preeklampsií a ulcerózní kolitidou. Pro Bilotta to byla úleva. V říjnu 2011 podalo 3535 žalobců žalobu proti DuPontu. Prvním případem ze skupiny, který šel k soudu byl případ Carly Barlett, která prodělala rakovinu ledvin. DuPont se plánoval odvolat. Poté mohl bojovat proti každé jednotlivé kauze individuálně, taktikou tabákových společností, což by jim vzhledem k počtu ročně projednaných kauz trvalo až do roku 2890. Pro Bilotta, jehož klienti roky čekali a někteří už i zemřeli to bylo frustrující. Bilott se ale nevzdával. Podařilo se mu vyhrát několik případů, poté se DuPont rozhodl ukončit všechny soudní spory finančním vyrovnáním ve výši 670,7 milionů dolarů.